# Rozšířený Eukleidův algoritmus
Rozšířený Eukleidův algoritmus je algoritmus, kterým lze nalézt Bézoutovu rovnost, neboli vyjádření největšího společného dělitele dvou čísel jejich lineární kombinací.

## Příklad
Vstup: Přirozená čísla a, b, kde a ≥ b ≥ 0
Výstup: d = NSD(a,b) a celá čísla α, β splňující podmínku d = α·a + β·b
1. Je-li b = 0, položte d:=a, α:=1, β:=0 a skončete
2. Položte i:= 0, α20:= 1, α10:= 0, β20:= 0, β10:= 1
3. Dokud b > 0 dělejte následující: i:= i+1
  1. Spočtěte q a r tak, že a = q·b + r, 0 ≤ r < b
  2. Položte α2i:= α1i-1, α1i:= α2i-1 - q*α1i-1, β2i:= β1i-1, β1i:= β2i-1 - q*β1i-1
  3. Položte a:= b, b:= r

Položte d:= a, α:= α2i, β:= β2i
NSD(427, 133) = α · 427 + β · 133
Výsledkem uvedeného příkladu je NSD(427, 133) = 7
Bezoutovu rovnost lze zapsat 7 = 5 · 427 + -16 · 133
| i | a   | b   | q | r  | α2i | α1i | β2i | β1i |
| - | --- | --- | - | -- | --- | --- | --- | --- |
| 0 | 427 | 133 |   |    | 1   | 0   | 0   | 1   |
| 1 | 133 | 28  | 3 | 28 | 0   | 1   | 1   | -3  |
| 2 | 28  | 21  | 4 | 21 | 1   | -4  | -3  | 13  |
| 3 | 21  | 7   | 1 | 7  | -4  | 5   | 13  | -16 |
| 4 | 7   | 0   | 3 | 0  | 5   | -19 | -16 | 61  |